# Hôtel de La Trémoille
El hotel de La Trémoille es un hôtel particulier situada en el 16 distrito de París, 1 boulevard Delessert, cerca de los jardines de Trocadéro.

## Historia
Fue construido por el arquitecto Paul-Ernest Sanson a partir de 1912 para Louis-Charles-Marie de La Trémoille.
El duque de Trémoille, perteneciente a una familia que se remonta al siglo XIII, diputado de la Gironda y propietario del castillo de Serrant en Anjou, ordenó la construcción de un hotel parisino que debía combinar comodidad y elegancia.
Este fue diseñado por Ernest Sanson, un arquitecto de renombre en el sector privado. Su construcción no se terminó hasta 1920, tras la muerte del arquitecto, y movilizó también al hijo y al nieto de éste.
Entre 1927 a 1932, albergó una sucursal clandestina del Banco Comercial de Basilea y fue allanado en relación con el asunto del mismo nombre.
Aún conserva el diseño que tenía cuando lo habitaba su viuda,de soltera Pillet-Will, antes de ser vendido en 1936 por la familia de la Trémoille, para convertirse en la residencia del Embajador de Yugoslavia . Desde la desintegración de Yugoslavia en la década de 1990, ha sido la residencia del Embajador de Serbia.
El primer embajador, entre 1936 y 1940 fue Bojidar Pouritch, un conocido artesano de la Pequeña Entente. Marko Ristic, primer embajador de la República Federativa Socialista de Yugoslavia, invitaba regularmente a representantes de la intelectualidad francesa de posguerra ya sus antiguos amigos surrealistas a los salones de la residencia: Louis Aragon, con Elsa Triolet, y Paul Éluard.

## Descripción
Del lado de la calle, tres grandes arcos de medio punto de imponente tamaño, decorados con mascarones envueltos en follaje. Los pilares que enmarcan la bahía central están coronados por pedestales sobre los que descansan risueñas esfinges, montadas a horcajadas por traviesos cupidos. Una larga terraza cubre el espacio que se desarrolla detrás de las grandes arcadas.
De tres plantas da a los jardines de Trocadero. Los trofeos de caza que adornan el comedor proceden del antiguo hôtel de Pomponne, Plaza de las Victorias y se atribuyen a Gilles-Marie Oppenord.
Situado en el eje de la galería, el comedor es uno de los elementos más logrados de la residencia, con sus dos grandes trofeos de caza atribuidos a G.-M. Oppenord, final del reinado de Louis-Quatorzian, en madera tallada y estuco dorado, famosas representaciones de caza cada una con un árbol plantado en un montículo frente al cual el artista ha representado perros de muestra, perdices, liebres, carcajes y flechas con sorprendente realismo, cuernos y trompetas, espadas y carabinas, cajas de pólvora y morrales.

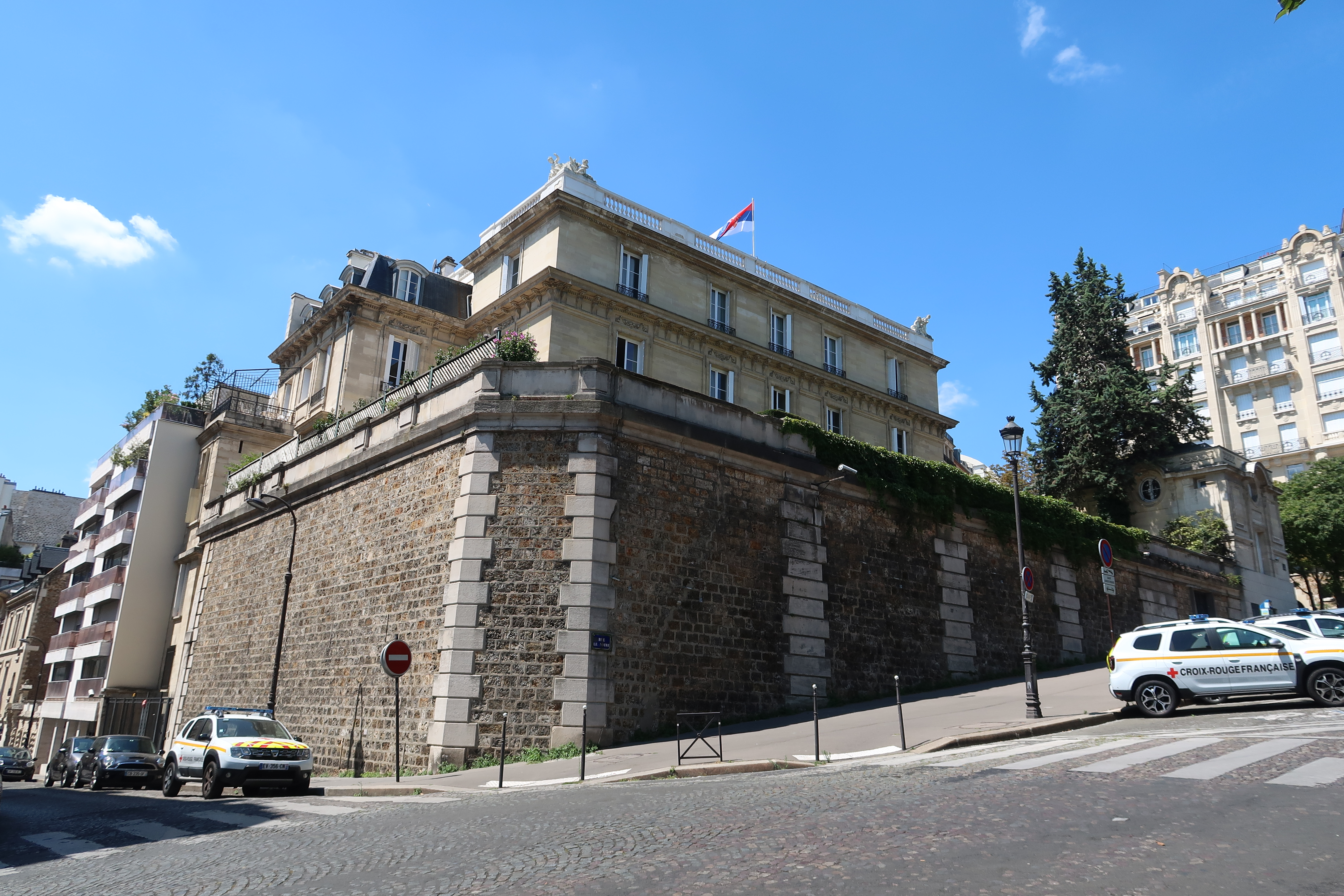
Vista de la rue Le Nôtre .
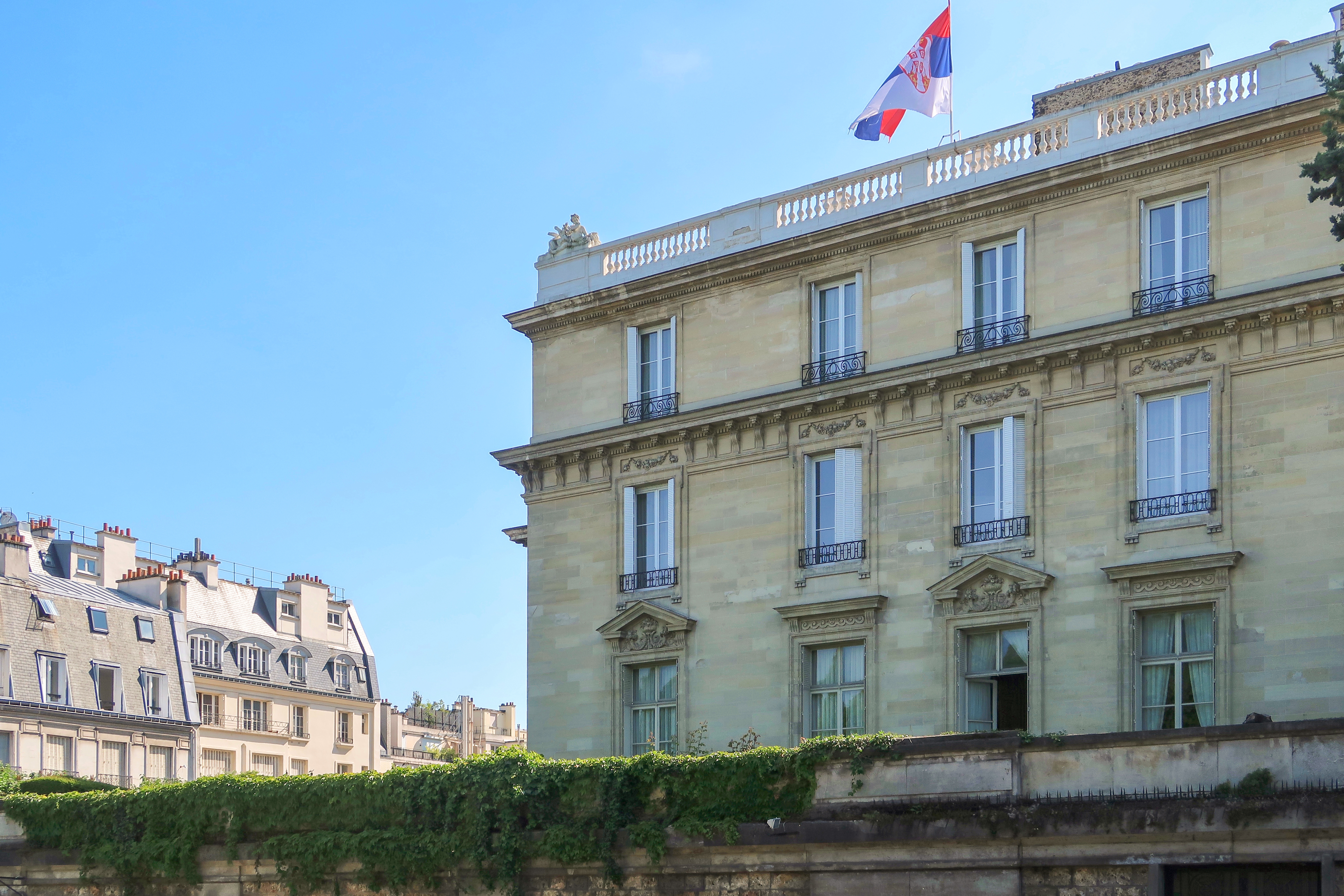
Igual
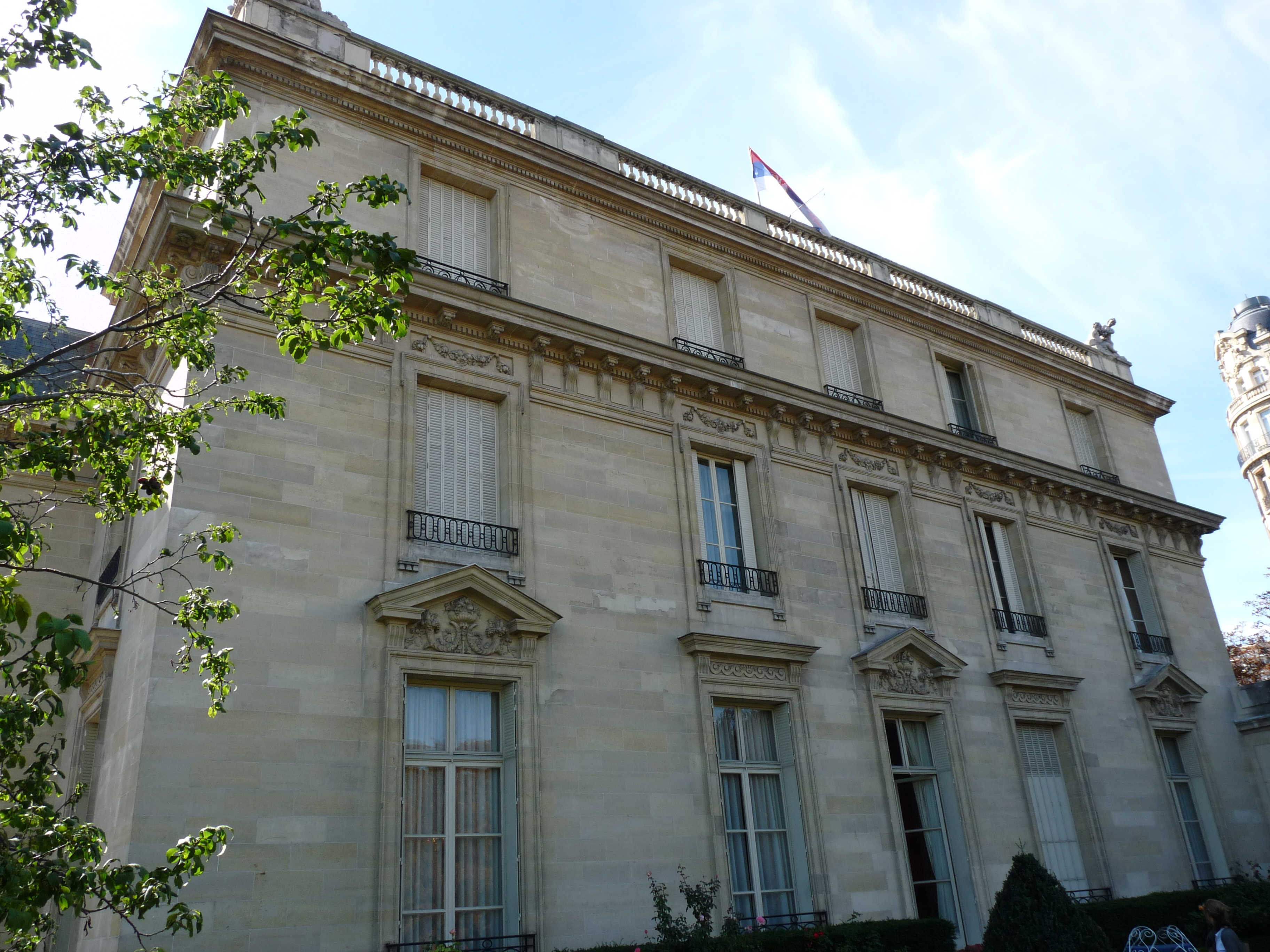
Lado del jardín.
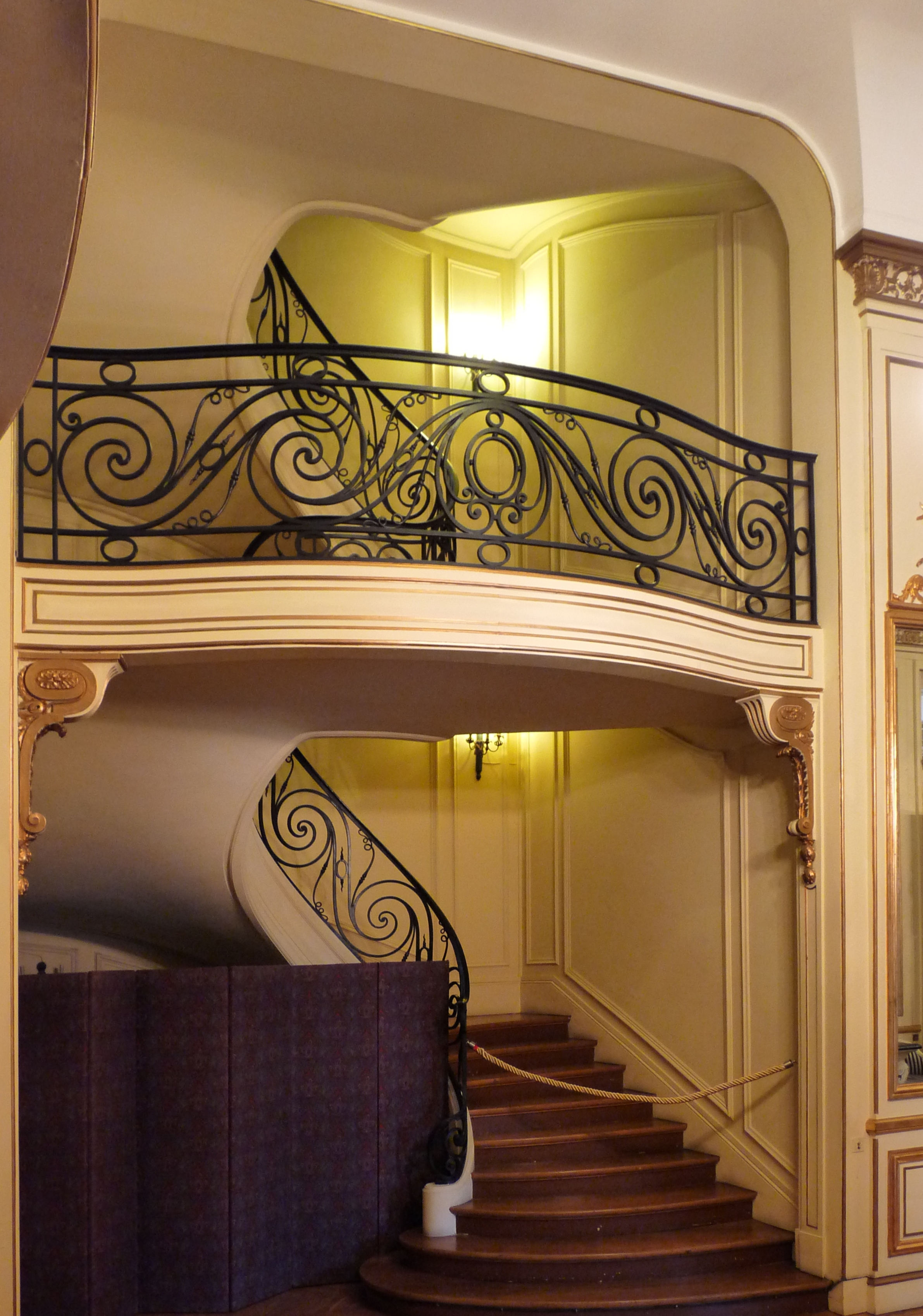
Escalera.
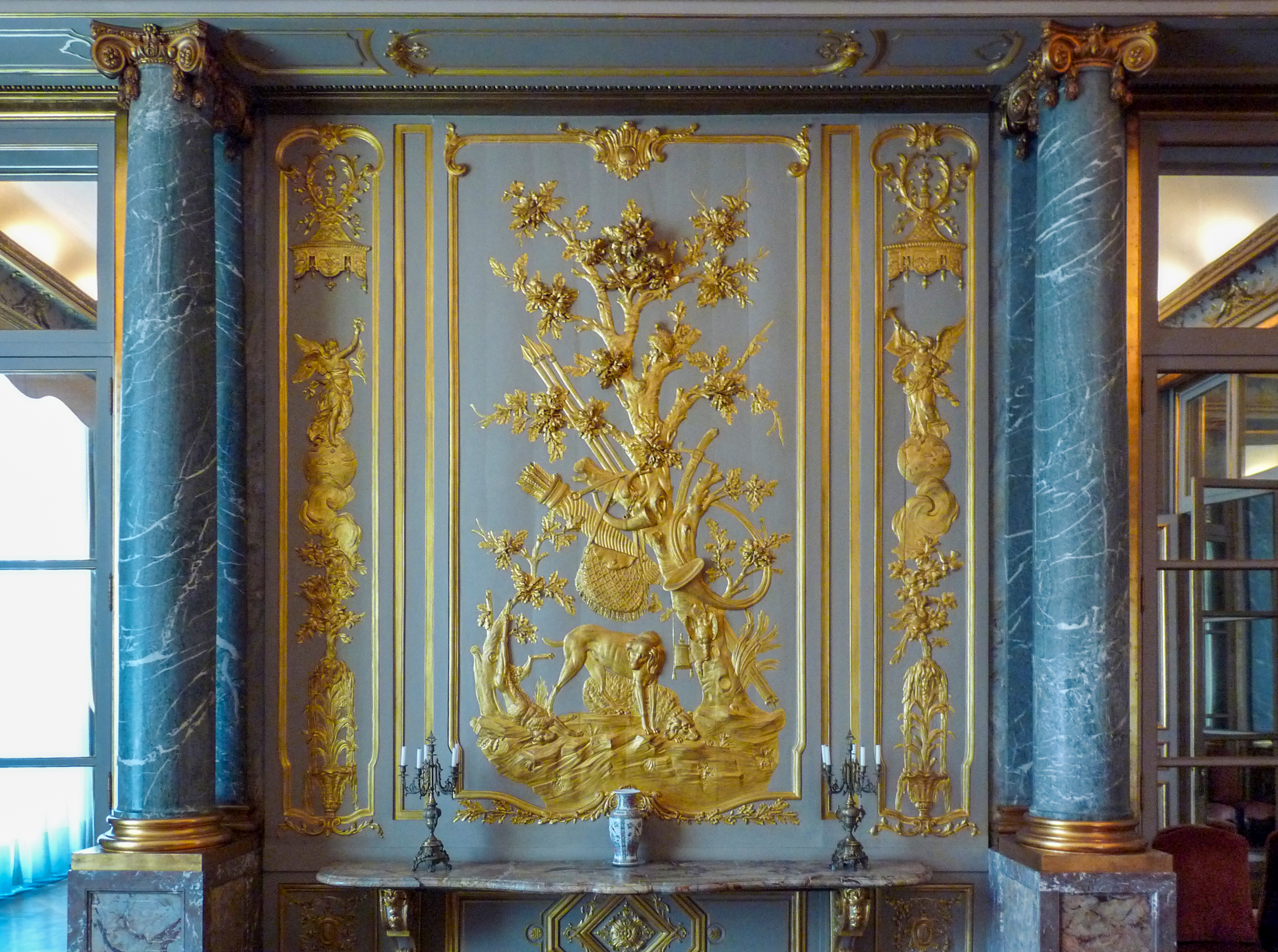
Carpintería.
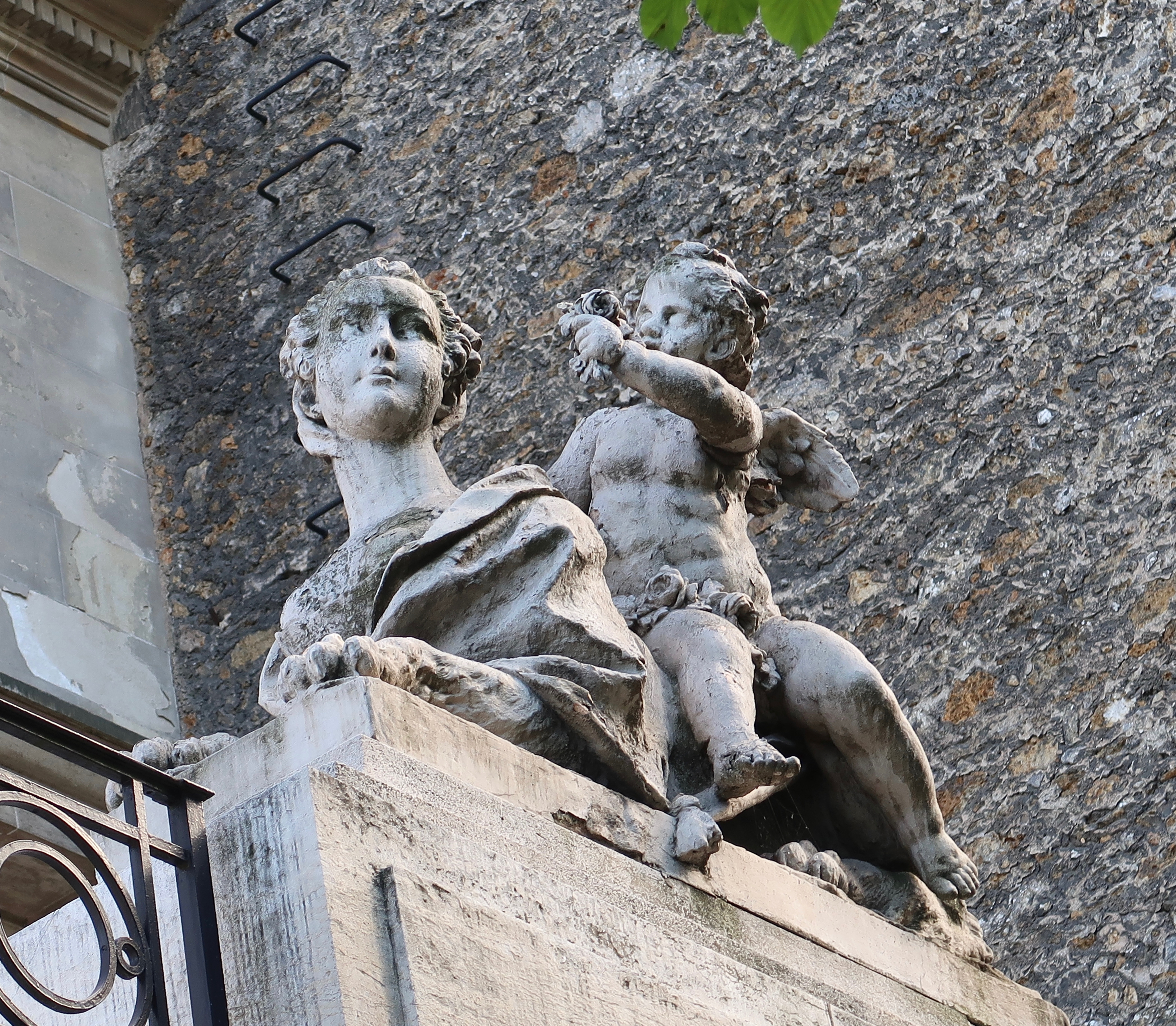
Escultura sobre la entrada del Boulevard Delessert.
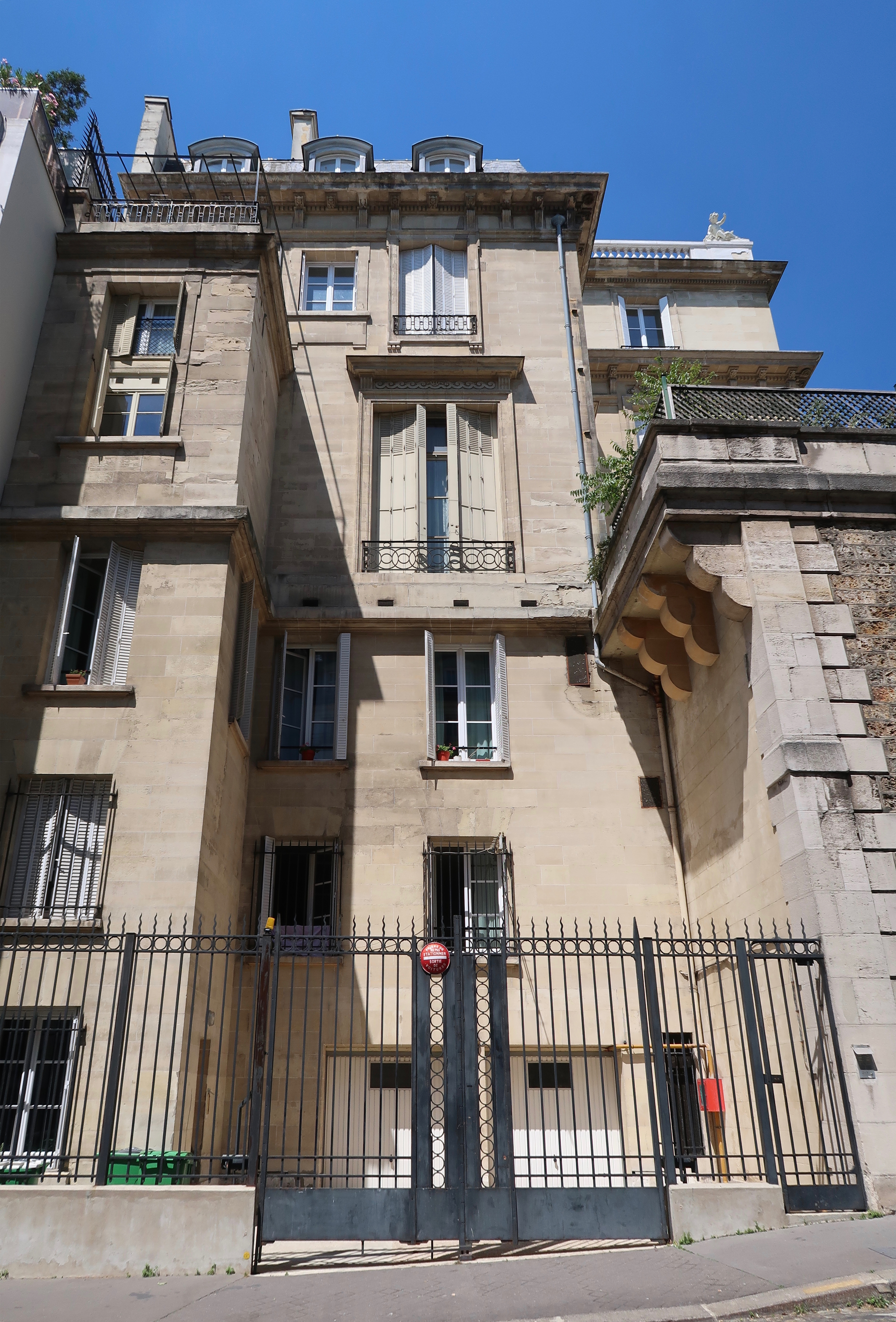
Entrada de servicio rue Chardin .